# Idaea prolixa
Idaea prolixa là một loài bướm đêm trong họ Geometridae.